# All-Ireland Senior Hurling Championship 1936
L'All-Ireland Senior Football Championship 1936 fu l'edizione numero 50 del principale torneo di hurling irlandese. Limerick batté in finale Kilkenny, ottenendo il quinto titolo della sua storia.

## Formato
Si tennero solo i campionati provinciali di Leinster e Munster, i cui vincitori avrebbero avuto accesso diretto all'All-Ireland, dove avrebbe avuto accesso anche Galway, ammessa di diritto.

## Torneo
| Carlow Quarto di finale | Carlow | 2-4 – 4-4 | Wexford | Dr. Cullen Park |

| Quarto di finale | Kildare | 9-11 – 3-3 | Offaly | Naas |

| Portlaoise Semifinale | Laois | 5-5 – 0-1 | Offaly | O'Moore Park |

| Finale | Kilkenny | 4-6 – 2-2 | Laois |  |

Munster Senior Hurling Championship
| 19 maggio 1936 Quarto di finale | Tipperary | 10-2 – 3-4 | Kerry | Mallow |

| 7 giugno 1936 Quarto di finale | Clare | 5-7 – 4-4 | Waterford | Fermoy |

| Thurles 5 luglio 1936 Semifinale | Cork | 3-7 – 4-4 | Clare | Thurles Sportsfield |

| Limerick 12 luglio 1936 Semifinale replay | Cork | 2-3 – 9-1 | Clare | Gaelic Grounds |

| Cork 19 luglio 1936 Semifinale | Tipperary | 5-7 – 3-2 | Clare | Cork Athletic Grounds |

| Thurles 2 agosto 1936 Finale | Tipperary | 4-6 – 8-5 | Limerick | Thurles Sportsfield |

All-Ireland Senior Hurling Championship
| Roscrea 16 agosto 1936 Semifinale | Limerick | 4-9 – 2-4 | Galway | St. Cronan's Park |

| Dublino 6 settembre 1936 Finale | Limerick          | 5-6 – 1-5 | Kilkenny | Croke Park (51 535 spett.)\| Arbitro: \| J. O'Regan (Cork) \| |
| Arbitro:                        | J. O'Regan (Cork) |           |          |                                                               |